# Shogun: Total War
Shogun: Total War (англ. Сьоґун: Тотальна війна) — перша частина серії ігор Total War, дія якої відбувається в часи роздробленості японської імперії. Розроблена в 2000 році компанією Creative Assembly та видана Electronic Arts.
Гра являє собою покрокову глобальну стратегію з тактичними боями в реальному часі. Гравець керує одним з семи могутніх кланів феодальної Японії в період Сенґоку-Дзідай і повинен досягнути титула Сьоґуна.
Окрім цього, в грі присутній режим «Історичні битви», в яких гравець приймає одну зі сторін в історично достовірній битві. В такому режимі відсутня стратегічна складова гри.
В 2001 році з'явилось доповнення Warlord Edition, в якому додано багато нових видів військ та перероблено систему дипломатичних відносин, а також додано нову кампанію The Mongol Invasion, де гравець може завоювати Японію, граючи за монголів, або навпаки захищати її.
Музику для гри написав Джеф ван Дік, в 2001 році гра за музику отримала премію BAFTA Interactive Entertainment Awards